# Бјанкареду (Сасари)
Бјанкареду је насеље у Италији у округу Сасари, региону Сардинија.
Према процени из 2011. у насељу је живело 94 становника. Насеље се налази на надморској висини од 93 м.